# Повірочна лабораторія
Повірочна лабораторія - підприємство чи організація або їх відокремлений підрозділ, що проводить повірку засобів вимірювальної техніки. 
В законодавчо регульованій сфері повірочним лабораторіям необхідно одержати свідоцтво про уповноваження на проведення повірки засобів вимірювальної техніки, що перебувають в експлуатації та застосовуються у цій сфері, яке видається центральним органом виконавчої влади, що реалізує державну політику у сфері метрології та метрологічної діяльності - Міністерством економічного розвитку і торгівлі України.  Уповноважені повірочні лабораторії заносяться до Державного реєстру наукових метрологічних центрів, метрологічних центрів і повірочних лабораторій, уповноважених на проведення повірки законодавчо регульованих засобів вимірювальної техніки, що перебувають в експлуатації.  
Повірочні лабораторії входять в структуру національної метрологічної служби. 

## Вимоги до повірочних лабораторій
Повірочні лабораторії мають відповідати критеріям, встановленим Наказом Міністерства економічного розвитку та торгівлі України від 23.09.2015 р. № 1192.
Цими критеріями є:
1) незалежність та неупередженість;
2) кваліфікація персоналу;
3) наявність матеріально-технічної бази;
4) наявність фонду нормативних документів та технічної документації, необхідних для проведення повірки засобів вимірювальної техніки (ЗВТ);
5) наявність упровадженої системи якості ЗВТ;
6) забезпечення правильності оформлення та зберігання результатів повірки ЗВТ.
Лабораторія  з метою досягнення її  відповідності критеріям повинна відповідати таким вимогам:
1) організаційно-правова форма, організаційна структура, підпорядкованість, фінансовий стан та порядок оплати праці персоналу лабораторії  повинні забезпечувати впевненість органу з уповноваження в тому, що її  персонал, відповідальний за виконання робіт з повірки ЗВТ, є об’єктивними і незалежними від розробників, виробників, постачальників, монтажників, покупців, власників, користувачів ЗВТ або заявник осіб, відповідальних за ремонт чи обслуговування ЗВТ, повірку яких вони здійснюють, або від представників будь-якої з цих сторін.
У разі якщо лабораторія є відокремленим підрозділом підприємства, установи чи організації, її діяльність не повинна бути пов’язана з розробленням, виробництвом, постачанням, установленням, використанням, ремонтом або обслуговуванням ЗВТ, повірку яких вона здійснює.
Персонал повірочної лабораторії, відповідальний за виконання робіт з повірки ЗВТ, не повинен брати безпосередньої участі у проектуванні, виготовленні чи конструюванні, реалізації, установленні, використанні, ремонті чи обслуговуванні ЗВТ, повірку яких він здійснює, або представляти сторони, що беруть участь у цій діяльності.
Лабораторія повинна забезпечувати неупередженість персоналу, відповідального за виконання робіт з повірки ЗВТ.
Винагорода персоналу заявника, відповідального за виконання робіт з повірки ЗВТ, не повинна залежати від кількості проведених повірок та їх результатів;
2) персонал лабораторії повинен здійснювати діяльність з повірки ЗВТ з необхідною професійною добросовісністю та технічною компетентністю в заявленій галузі уповноваження та бути вільним від будь-якого тиску і спонукань, зокрема фінансового характеру, які можуть впливати на його судження або результати повірки ЗВТ.
Персонал, відповідальний за виконання робіт з повірки ЗВТ, повинен:
- мати документально підтверджену технічну і професійну підготовку щодо повірки ЗВТ відповідно до заявленої галузі уповноваження;

- володіти знаннями, необхідними для організації та проведення повірки ЗВТ, і вміннями з підготовки свідоцтв про повірку ЗВТ та довідок про непридатність ЗВТ, протоколів і звітів, які демонструють виконання робіт з повірки ЗВТ;

- дотримуватися в порядку, визначеному законодавством, вимог конфіденційності та зберігати комерційну таємницю щодо всієї інформації, отриманої під час виконання робіт з повірки ЗВТ;

- забезпечувати збереження ЗВТ, поданих на повірку.

Персонал, відповідальний за виконання робіт з повірки ЗВТ, повинен знати:
- закони та інші нормативно-правові акти України у сфері метрології та метрологічної діяльності;

- національні стандарти у сфері метрології та метрологічної діяльності;

- основи метрології, основні принципи та методи проведення вимірювань і одержання їх результатів;

- документи на методики повірки ЗВТ стосовно категорій ЗВТ, зазначених у заявленій галузі уповноваження;

- принцип дії та конструкцію еталонів, які використовуються під час проведення повірки, та ЗВТ, що повіряються.

Персонал, відповідальний за виконання робіт з повірки ЗВТ, повинен уміти:
- виконувати операції повірки згідно з документами на методики повірки ЗВТ;

- оцінювати границі похибки ЗВТ, що повіряються, спричинені зміною умов повірки;

- виконувати роботи, необхідні для забезпечення нормального функціонування еталонів, ЗВТ і допоміжного обладнання, що застосовуються під час повірки;

- проводити оцінку достатності співвідношення між розширеною невизначеністю еталонів, що застосовуються під час повірки ЗВТ, та встановленими границями допустимої похибки ЗВТ, що повіряються;

правильно оформлювати результати повірки;
3) лабораторія повинна мати власні та/або орендовані приміщення, необхідні для виконання повірки ЗВТ відповідно до заявленої галузі уповноваження.
Приміщення, у яких проводиться повірка, за своїм оснащенням і станом повинні відповідати вимогам:
- документів на методики повірки ЗВТ відповідно до заявленої галузі уповноваження щодо умов виконання цих робіт (кліматичні умови, освітлення, звуко- і віброізоляція, параметри мереж живлення, наявність водопостачання, характеристики заземлення, рівень електромагнітних завад тощо);

- охорони праці та санітарним нормам і правилам;

- експлуатаційної документації на еталони, ЗВТ і допоміжне обладнання для повірки, що використовуються в цих приміщеннях.

Повірочна лабораторія повинна мати власні еталони, ЗВТ та допоміжне обладнання, необхідні для проведення повірки ЗВТ у заявленій галузі уповноваження.
Еталони повинні бути калібровані з дотриманням міжкалібрувальних інтервалів, а стандартні зразки повинні мати встановлені значення властивостей з відповідними невизначеностями результатів вимірювань та простежуваністю відповідно до ДСТУ-Н ISO Guide 35, супроводжуючи їх документами відповідно до ДСТУ-Н ISO Guide 31, з чинними строками застосування. Простежуваність еталонів повинна бути документально підтверджена сертифікатами калібрування.
Метрологічні та технічні характеристики ЗВТ і допоміжного обладнання, необхідних для проведення повірки ЗВТ у заявленій галузі уповноваження, повинні бути документально засвідчені.
Документи, що підтверджують результати калібрування еталонів та засвідчують метрологічні та технічні характеристики ЗВТ і допоміжного обладнання, повинні зберігатися протягом усього періоду використання цих еталонів, ЗВТ та обладнання;
4)лабораторія повинна мати актуалізований фонд організаційних, нормативних та методичних документів у сфері метрології та метрологічної діяльності, необхідних для виконання робіт з повірки ЗВТ у заявленій галузі уповноваження, що містить:
- національні стандарти та інші нормативні документи у сфері метрології таї метрологічної діяльності;

- документи на методики повірки ЗВТ;

- експлуатаційні документи на еталони, ЗВТ і допоміжне обладнання, що застосовуються під час виконання робіт з повірки;

5) система якості лабораторії повинна передбачати:
- повноваження та ресурси персоналу, необхідні для виконання покладених на нього обов’язків, зокрема впровадження, підтримання та вдосконалення процедур, необхідних для проведення повірки ЗВТ;

- постійний контроль за виконанням повірки ЗВТ, а також внутрішніх періодичних перевірок;

- реєстрацію та зберігання заявок на проведення повірки ЗВТ та матеріалів за результатами її проведення;

- упроваджену і задокументовану систему обліку претензій, що надійшли від замовників робіт з повірки ЗВТ;

- задокументовану систему обліку, зберігання та поводження із ЗВТ, що подані на повірку;

- перевірку дотримання міжкалібрувальних та міжповірочних інтервалів власних еталонів та ЗВТ, що застосовуються під час повірки;

- нормування трудомісткості та визначення вартості робіт з повірки ЗВТ;

- перевірку правильності оформлення свідоцтв про повірку ЗВТ, довідок про непридатність ЗВТ і протоколів повірки або робочих журналів, до яких уносяться результати повірки;

- задокументовану систему обліку, зберігання та застосування повірочних тавр та контроль за їх застосуванням;

6) лабораторія повинна забезпечувати оформлення результатів повірки ЗВТ у заявленій галузі уповноваження в установленому порядку.
Повірочна лабораторія повинна накопичувати та зберігати протягом 10 років копії виданих нею свідоцтв про повірку та довідок про непридатність ЗВТ. На вимогу наукових метрологічних центрів вона повинна надавати знеособлені статистичні дані стосовно метрологічної надійності повірених нею ЗВТ.